# Friedenskirche (Achmer)

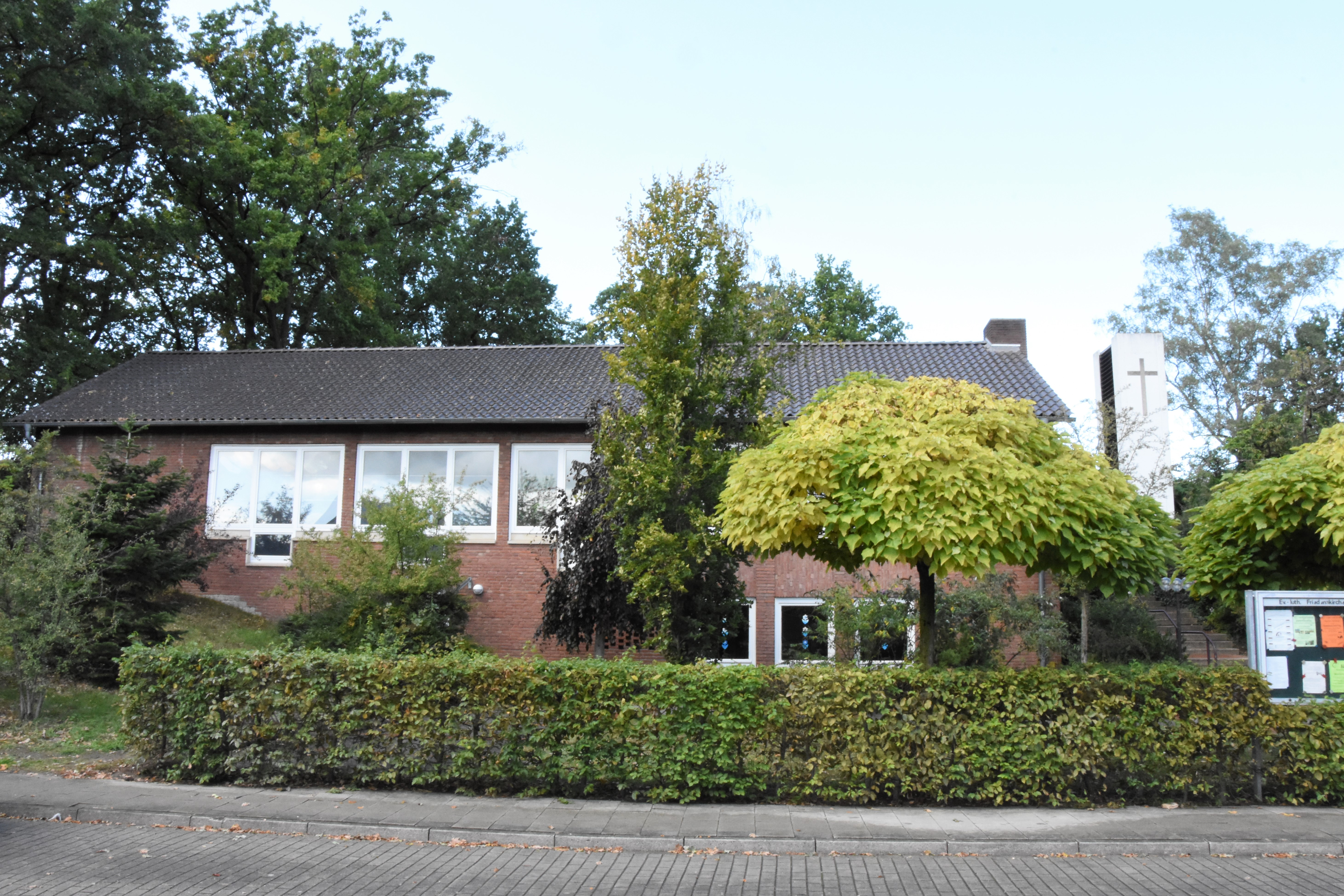
Die Friedenskirche in Achmer

Die evangelisch-lutherische Friedenskirche Achmer (Kirchenkreis und politische Gemeinde Bramsche; Sprengel Osnabrück; Landeskirche Hannovers) wurde am 3. Advent 1961 ihrer Bestimmung übergeben. Am 1. Januar 1962 lösten sich die evangelischen Gemeindeglieder Achmers von der Mutterkirche St. Martin in Bramsche.
Zunächst entstanden ein Gemeindehaus und ein Pfarrhaus, dazwischen ein hölzerner Glockenträger mit zwei Stahlglocken. Die Errichtung eines separaten Kirchengebäudes wurde in Aussicht gestellt. Vorerst sollten die Gottesdienste im großen Saal des Gemeindehauses stattfinden, der zu diesem Zweck mit einem schlichten Altartisch, Kanzel und Harmonium ausgestattet wurde. Im Laufe der Jahre schwand die Aussicht auf ein eigenes Kirchengebäude, die Landeskirche hatte alle entsprechenden Pläne stillgelegt. So musste die wachsende Gemeinde das Provisorium zur Dauerlösung erheben. 1979 wurde ein Beton-Glockenturm errichtet mit neuen Glocken (c' und es', Karlsruher Glocken- und Kunstgießerei), 1983 eine Orgel installiert (Detlef Kleuker Orgelbau; Manual: Gedackt 8′, Prinzipal 4′, Rohrflöte 4′, Gemshorn 2′, Mixtur III; Pedal: Subbass 16′).
1995 wurde das Gemeindehaus grundsaniert und umgebaut, ein Anbau mit Küche und Toilettenräumen ergänzt. Dabei wurde auch der Saal erweitert, aber mit einer Trennwand ausgestattet, so dass im vorderen Bereich der Gottesdienst stattfinden kann, im hinteren andere Gemeindeveranstaltungen, bei Bedarf aber ein großer Raum mit rund 200 Sitzplätzen zur Verfügung steht. Der Kirchenraum erhielt farbige Fenster der Künstlerin Edith Temmel aus Graz. 2003 wurden der Altartisch und die alte Kanzel durch neue Einrichtungsstücke aus gekalktem Holz aus der Werkstatt von Barbara Übel ersetzt.
Die Gemeinde zählt 2010 etwa 1600 Gemeindeglieder.
Bisherige Pastoren der Friedenskirchengemeinde:
- Pastor Gerd Ahlers (1962–1994)
- Pastorin Gerlinde Theurich-Heumann (1994–2009)
- Pastorin  Stefanie Wöhrle (2010–2019)
- Pastor Nico Lühmann (2019–2021)
- Pastorin Silke van Doorn (2022–2024)[1]
- Pastorin   Annerose De Cruyenaere (seit 2024)